# Ceux qui restent (film, 2007)
Pour les articles homonymes, voir Ceux qui restent (homonymie).
Pour plus de détails, voir Fiche technique et Distribution.
Ceux qui restent est un film français réalisé par Anne Le Ny, sorti en France le 29 août 2007. Il met en scène la relation qui se tisse entre un homme et une femme, « ceux qui restent », dans un hôpital, où l'épouse de l'un et le compagnon de l'autre sont soignés pour des cancers.

## Synopsis
Dans un hôpital francilien, Bertrand vient chaque jour voir sa femme, qui souffre depuis cinq ans d'un cancer du sein. Il rencontre Lorraine, dont le compagnon est atteint d'un cancer du côlon, et qui bientôt lui propose de le déposer en voiture chaque jour pour lui éviter un long trajet en bus.
Professeur d'allemand, Bertrand Liévain vit avec la fille de sa femme, Valentine, 16 ans, qui n'aime guère son beau-père et avec laquelle les relations sont houleuses. Graphiste, Lorraine Grégeois connaissait depuis un an son compagnon et avait emménagé avec lui depuis quelques mois.
Selon la présentation du dossier de presse du film, Bertrand et Lorraine « sont ceux qui arpentent les couloirs en se posant des questions interdites, se font repérer au kiosque à journaux, parlent trop fort à la cafétéria, et vont fumer en cachette sur le toit de cet hôpital où leurs conjoints se font soigner. Car pour supporter la culpabilité d’être bien vivants, Bertrand et Lorraine ont décidé de s’aider à vivre, à rire et à continuer d’aimer. »
Bien que leurs caractères et leurs réactions à la maladie de leurs proches diffèrent beaucoup - lui fait tout pour sa femme et délaisse depuis longtemps sa propre vie quotidienne, elle est angoissée à l'idée de ne pas être à la hauteur pour son compagnon et veut continuer à vivre -, Bertrand et Lorraine vont graduellement passer d'une amitié de circonstance à une autre relation.
Alors que l'état de son épouse s'aggrave et qu'il a du mal à le dire à sa belle-fille, Bertrand reçoit la visite de sa sœur Nathalie, qui s'entend beaucoup mieux avec l'adolescente, et de sa famille.

## Fiche technique
- Titre : Ceux qui restent
- Réalisation : Anne Le Ny
- Scénario : Anne Le Ny
- Photographie : Patrick Blossier
- Montage : Idit Bloch
- Son : Nicolas Cantin, Béatrice Wick, Cédric Lionnet
- Décors : Yves Brover
- Costumes : Nathalie du Roscoat
- Musique originale : Béatrice Thiriet
- Musique : chanson Where or When (en)  par Bryan Ferry
- Producteurs délégués : Jean-Philippe Andraca, Christian Bérard, en coproduction avec Studiocanal - France 2 Cinéma, avec la participation de Canal+
- Durée: 1 h 34
- Sortie en salles (France) : 29 août 2007
- Première diffusion à la télévision : 28 février 2010 sur France 2

## Distribution
- Vincent Lindon : Bertrand Liévain, professeur d'allemand
- Emmanuelle Devos : Lorraine Grégeois, graphiste pour revues d'informatique
- Yeelem Jappain : Valentine, 16 ans, la belle-fille de Bertrand
- Anne Le Ny : Nathalie, la sœur de Bertrand
- Grégoire Oestermann : Jean-Paul, le mari de Nathalie
- Christine Murillo : Suzy, la marchande de journaux
- Ophélia Kolb : Jennifer, la vendeuse du point-presse
- Apolline Bouissières : Myriam, fille de Jean-Paul et Nathalie
- Agathe Bouissières : Bénédicte, fille de Jean-Paul
- Frédéric Rose : le fonctionnaire de l'hôpital
- Théo Frilet : Romain, le petit ami de Valentine
- Pierre Gérard : Thierry, le père de Valentine (il vit à Toulon)
- Xavier Guittet : un chauffeur de taxi
- Luc Delporte: l'enfant de Nathalie

## Autour du film
- Les conjoints malades des deux personnages principaux n'apparaissent jamais à l'écran. La caméra s'arrête toujours au seuil de leurs chambres, et ne rentrera dans l'une, vers la fin, que lorsqu'elle sera vide.
- Emmanuelle Devos et Vincent Lindon avaient formé un couple à l'écran dans La Moustache d'Emmanuel Carrère (2005).
- Anne Le Ny, auteur du film, raconte : « J’aime beaucoup le film de David Lean Brève rencontre. De manière purement théorique, je me suis souvent demandé : qu’est-ce qui ferait qu’aujourd’hui, vue l’évolution des mœurs, une histoire d’amour comme celle-là serait toujours impossible ? En excluant bien sûr les circonstances historiques exceptionnelles du type "il est Bosniaque, elle est Croate…" car c’est la modestie de l’histoire qui me plaît le plus dans ce film : des gens mariés, ordinaires, qui vivent un quotidien ordinaire. La passion leur tombe dessus et pour eux, ça n’a rien de romantique : c’est une catastrophe qui va ravager leur vie. (…)
 Je me suis donc décidée à réduire au minimum l’angle d’attaque en prenant un certain nombre de partis pris : on ne verrait ni les malades, ni les médecins et on resterait dans les lieux les moins "médicalisés" de l’hôpital : cafétéria, point presse, parking… Et bien sûr j’ai aussi appliqué ce parti pris à la dramaturgie : je choisis le plus souvent d’être dans l’écho de la crise plutôt qu’au cœur de la crise. Par exemple, on découvre le personnage de Lorraine alors qu’elle a déjà appris le cancer de son compagnon et juste après qu’elle a pleuré. De même, si une scène offre la moindre possibilité de comédie, c’est le point de vue que je mets en avant.
 Le sujet frôle déjà le mélo, je voulais donc éviter le pathos au maximum. »

### Les personnages
- L'auteur explique : « Comme j’ai plus de mal à concevoir les personnages masculins, j’ai décidé, par pure perversité, de me placer toujours du point de vue de Bertrand, interprété par Vincent Lindon. C’est lui qu’on suit constamment alors qu’on ne voit jamais le personnage de Lorraine, joué par Emmanuelle Devos, dans sa vie quotidienne, hors de l’hôpital.
 Pour Bertrand, je suis délibérément partie du cliché : un type à la John Wayne, honnête, viril, un peu ours, sur qui on peut toujours compter. (…) Je suis sidérée de voir le nombre de films, encore aujourd’hui, où les femmes doivent passer par le sacrifice et la négation d’elles-mêmes pour accéder au statut d’héroïne. Lorraine n’a aucune envie de se conformer à ce modèle et elle aborde très frontalement la question du sacrifice obligatoire. »
- L'élocution des deux personnages est à l'opposé de nombre de rôles antérieurs et de la diction naturelle des comédiens : Anne Le Ny souligne que « à l’inverse de Vincent, Emmanuelle, dans la vie, a un débit assez posé alors que Lorraine est un personnage plutôt "speed", ils ont donc été obligés tous les deux d’aller à l’encontre de leur rythme d’élocution naturel. »
- La réalisatrice a eu du mal à choisir une actrice pour jouer Lorraine. « Je ne trouvais pas l’actrice qui correspondait exactement à ce que j’avais écrit et j’avais déjà pas mal cherché lorsqu’un de mes producteurs m’a donné un conseil très juste : oublier un peu le personnage et penser simplement aux comédiennes que j’aime. J’ai tout de suite cité Emmanuelle Devos, mais le rôle ne me semblait pas pour elle et puis je n’osais pas lui demander de faire des essais.
Finalement, Emmanuelle a lu le scénario et accepté d’auditionner. Elle a tout de suite été tellement bien que j’ai passé tout le tournage à m’excuser de lui avoir fait passer ces essais ! »

## Accueil critique
- Pour Télérama[1]« Emmanuelle Devos, en papillon affolé, tourbillonne en tous sens pour ne pas tomber et se cogne à un Vincent Lindon au contraire au ralenti, épuisé et alourdi, très émouvant dans une interprétation épurée.
 Pour sa première réalisation, Anne Le Ny n’a pas cherché la facilité. Cette actrice, souvent aperçue à la télévision, au théâtre ou dans des seconds rôles chez Agnès Jaoui ou Pierre Jolivet, empoigne son sujet avec pudeur et une arme fatale : l’humour. Sans la moindre fausse note, elle saisit chaque occasion d’alléger le propos, comme dans cette scène de respiration, un barbecue familial où les adultes s’affairent en se plaignant de rater les premiers pas des bébés, tandis que le dernier-né de la famille gambade inopinément dans l’indifférence générale…
 Au-delà d’une poignante histoire d’amour ratée, Ceux qui restent est aussi la chronique d’une culpabilité carnassière. (…) Jamais tire-larmes, tournant farouchement le dos au pathos, le film met en scène des personnages qui nous bouleversent à contre-courant : notre émotion naît de leur lutte pour ne pas se laisser submerger par les leurs. »

- Le Monde[2] estime que « le sujet n'est pas d'une folle originalité. On a déjà vu maintes fois semblables idylles, que les protagonistes se retrouvent matin et soir dans le train qui relie leur lieu de travail à leur domicile de banlieue (Falling in Love d'Ulu Grosbard, avec Robert De Niro et Meryl Streep) ou qu'ils habitent l'un près de l'autre, voisins soumis à la tentation adultère (La Femme d'à côté, de François Truffaut, Les Sentiments, de Noémie Lvovsky). (…)
 On peut en revanche porter au crédit de la cinéaste et scénariste un certain nombre de choix radicaux : malades et médecins sont absents de l'image ; larmes, flash-back et scènes de la vie professionnelle des deux héros sont proscrits. Anne Le Ny aborde un thème original : celui de l'angoisse, de l'épreuve des trajets et visites qui s'abattent sur les conjoints des patients ou moribonds. (…) Rythmée par les trajets, le bus, le RER, les ruses du non-dit, l'évolution de la complicité inavouée, puis encombrante pour Bertrand, enfin indispensable au point de pousser le personnage à venir à l'hôpital sans autre raison que de croiser Lorraine, entraîne une émotion, contenue. La composition de Vincent Lindon, ours à principes, n'y est pas pour rien ».